# Les Trois Crimes de West Memphis
Pour plus de détails, voir Fiche technique et Distribution.
Les Trois Crimes de West Memphis ou Nœud du diable au Québec (Devil's Knot) est un film américain réalisé par Atom Egoyan, sorti en 2013.
Il s'agit de l'adaptation du roman Devil's Knot: The True Story of the West Memphis Three de Mara Leveritt, d'après les faits divers des West Memphis Three (1994).

## Synopsis
L'action se déroule à West Memphis, une petite ville de l'Arkansas. Le 5 mai 1993, trois garçons de 8 ans — Stevie Branch, Michael Moore et Christopher Byers — sont déclarés disparus. On les retrouve égorgés le lendemain dans le cours d'eau d'un bois appelé le " repaire du diable ".
L'enquête policière mène rapidement sur la piste de 3 suspects, perçus comme des marginaux, qui deviennent vite suspects numéro 1. Ceux-ci — Damien Echols, Jason Baldwin et Jessie Misskelley — sont appréhendés. Les témoignages de 2 résidents de West Memphis, Vicki Hutcheson et son jeune fils Aaron, sont accablants. Les jeunes suspects auraient tué les garçons à la suite d'un rituel satanique.
L'enquête met l'accent sur les liens entre la musique écoutée par ces jeunes, le heavy metal et des croyances occultes. Le meurtre des trois garçons à l'arme blanche serait un sacrifice humain. Un enquêteur privé, Ron Lax, ne croit cependant pas leur culpabilité et mène une enquête parallèle. Bien qu'il ne trouve pas d'autres suspects, il en vient à penser que l'enquête publique a été bâclée. La mère de Stevie Branch, Pamela Hobbs, en vient également à se poser des questions.
Le procès tourne cependant au désavantage des coupables. Baldwin et Misskelley, qui bénéficient d'un procès séparé, sont condamnés à l'emprisonnement à perpétuité, Echols à la peine de mort.

## Fiche technique
Sauf indication contraire, les informations mentionnées dans cette section peuvent être confirmées par la base de données cinématographiques IMDb,  présente dans la section « Liens externes ».
- Titre original : Devil's Knot
- Titre français : Les Trois Crimes de West Memphis
- Titre québécois : Nœud du diable
- Réalisation : Atom Egoyan
- Scénario : Paul Harris Boardman et Scott Derrickson, d'après Devil's Knot: The True Story of the West Memphis Three de Mara Leveritt
- Musique : Mychael Danna
- Direction artistique : Thomas Minton
- Décors : Phillip Barker
- Costumes : Kari Perkins
- Photographie : Paul Sarossy
- Montage : Susan Shipton
- Production : Paul Harris Boardman, Elizabeth Fowler, Clark Peterson, Richard Saperstein et Christopher Woodrow
- Sociétés de production : Worldview Entertainment et Clear Pictures Entertainment (co-production)
- Société de distribution : Image Entertainment
- Budget : 15 millions dollars[réf. nécessaire]
- Pays de production :  États-Unis
- Langue originale : anglais
- Format : couleur - 35 mm - 1,78:1 -  Son Dolby numérique
- Genre : drame juridique
- Durée : 114 minutes
- Dates de sortie :
  - Canada : 8 septembre 2013 (Festival international du film de Toronto)
  - États-Unis : 9 mai 2014
  - France : 7 octobre 2014 (Blu-ray et DVD)

## Distribution
- Colin Firth (V.Q. : Jean-Luc Montminy) : Ron Lax
- Reese Witherspoon (V.Q. : Aline Pinsonneault) : Pamela Hobbs
- Kevin Durand : John Mark Byers
- Stephen Moyer (V.Q. : Patrick Chouinard) : John Fogelman
- Elias Koteas :  Jerry Driver
- Bruce Greenwood (V.Q. : Jacques Lavallée) : le juge David Burnett
- Amy Ryan (V.Q. : Mélanie Laberge) : Margaret Lax
- Alessandro Nivola (V.Q. : Alexis Lefebvre) : Terry Hobbs
- Mireille Enos : Vicki Hutcheson
- Collette Wolfe (V.Q. : Ariane-Li Simard-Côté) : Gloria Shettles
- Gary Grubbs : Dale Griffis
- Kristoffer Polaha (V.Q. : Frédérik Zacharek) : Val Price
- Dane DeHaan : Chris Morgan
- James Hamrick (V.Q. : Kevin Houle) : Damien Echols
- Seth Meriwether (V.Q. : Maxime Desjardins) : Jason Baldwin
- Kristopher Higgins (V.Q. : Dany Boudreault) : Jessie Misskelley
- Jet Jurgenmayer : Stevie Branch
- Paul Boardman Jr. : Christopher Byers
- Brandon Spink : Michael Moore
  -  Note : le doublage québécois est conservé pour la sortie en vidéo en France[1]

Source et légende: Version Québécoise (V.Q.) sur Doublage Québec

## Production

### Développement
Il s'agit de la cinquième adaptation de l'affaire des West Memphis Three, après les documentaires Paradise Lost: The Child Murders at Robin Hood Hills, Paradise Lost 2: Revelations, Paradise Lost 3: Purgatory de Joe Berlinger et Bruce Sinofsky, et West of Memphis d'Amy Berg.

### Tournage
Le tournage commence le 16 juin 2012 en Géorgie, dans les villes de Morrow et d'Atlanta. Les scènes du tribunal sont filmées au Bartow County Courthouse (en) à Cartersville.

## Accueil

### Festival et sorties
Les Trois Crimes de West Memphis est présenté, le 8 septembre 2013, en avant-première, au Festival international du film de Toronto,,. Aux États-Unis, il sort le 9 mai 2014 dans les salles de cinéma et en vidéo à la demande.
En France, il sort le 7 octobre 2014 en Blu-ray et DVD.

## Distinction

### Nomination
- Festival international du film de Toronto 2013 : sélection « Spécial Présentations »

## Une histoire inspirée de faits réels
Le film est inspiré de faits réels. L'affaire des trois crimes de West Memphis est aujourd'hui considérée comme l'exemple même d'une erreur judiciaire. De nombreuses personnalités, dont le guitariste de Pearl Jam, se sont élevées au cours des années pour dénoncer ces faits. Il faudra cependant attendre 2011 pour que les trois accusés soient libérés de prison après avoir purgé une peine de 18 ans. Pour Stephen Braga, qui représentait Echols, ce sont les liens opérés par l'accusation entre la musique heavy metal, les tenues vestimentaires des adolescents et le satanisme qui ont permis à l'affaire de gagner les faveurs de l'opinion publique et le soutien de célébrités. Le groupe Metallica autorisa notamment l'utilisation gratuite de son morceau Welcome Home (Sanitarium) dans la bande originale du documentaire  Paradise Lost: The Child Murders at Robin Hood Hills.
Dans son film, Atom Egoyan explore autant les aspects judiciaires que l'impact sur la communauté locale, bouleversée par la mort des trois jeunes enfants. Le film passe sous silence les années qui ont suivi la condamnation des adolescents pour se conclure sur un bref message textuel indiquant qu'ils ont finalement pu sortir de prison en ayant recours au « plaidoyer Alford ».
Ce cas est connu aux États-Unis, comme celui des WM3 ou « West Memphis Three ».